# The Roundup: Punishment
The Roundup: Punishment (en hangul, 범죄도시4; romanización revisada, Beomjoedosi4) es una película de acción y policial surcoreana de 2024 dirigida por Heo Myung-haeng y protagonizada por Ma Dong-seok, Kim Mu-yeol, Park Ji-hwan y Lee Dong-hwi. Es la cuarta entrega de la serie The Roundup y la secuela de The Roundup: No Way Out (2023).
Fue seleccionada en la sección 'Berlinale Special Gala' en el 74.º Festival Internacional de Cine de Berlín y se proyectó el 23 de febrero de 2024. La película se estrenó en cines el 24 de abril de 2024 en formatos de proyección IMAX y 4DX y recibió una respuesta positiva de la crítica.

## Reparto
- Ma Dong-seok como Ma Seok-do
- Kim Mu-yeol como Baek Chang-gi
- Park Ji-hwan como Jang Yi-soo
- Lee Dong-hwi como Chang Dong-cheol
- Lee Beom-soo como Jang Tae-soo
- Kim Min-jae como Kim Man-jae
- Lee Ji-hoon como Yang Jong-su
- Kim Do-geon como Jung David
- Lee Joo-bin como Han Ji-soo
- Kim Shin-bi como Kang Nam-soo
- Kim Ji-hoon como Cho Ji-hoon
- Ahn Sung-bong como Jason
- Ryu Ji-hoon como Lee
- Bae Jae-won como Choi Yu-seong
- Hyun Bong Sik como presidente Kwon
- Lee Sang-jin como un repartidor de drogas.
- Kim Young-woong como presidente Ahn
- Kwak Ja-hyung como presidente Cheon
- Kim Myung-ki como representante Ko Jae-hyuk
- Baek Seung-hwan como Jo Sung-jae
- Im Seo-ah como la novia de Jang Yi-soo
- Lee Han-sol como subordinado 1 de Jang Yi-soo
- Hong Sang-woo como subordinado 2 de Jang Yi-soo
- Kwon Il-yong como comisionado de la Agencia de Policía Metropolitana de Seúl.
- Park Bo-kyung como patólogo
- Bae Hae-sun como la madre de Jo Sung-jae

## Producción
En agosto de 2022, se informó que Kim Mu-yeol y Lee Dong-hwi se unieron al elenco de la película como villanos. En septiembre del mismo año, Lee Beom-soo y Kim Min-jae confirmaron en entrevistas separadas durante el rodaje de The Roundup: No Way Out que aparecerían en la próxima película de la serie.
El elenco de la película fue confirmado el 18 de noviembre de 2022 y el mismo día comenzó la fotografía principal. En febrero de 2023, se informó que el 19 de febrero comenzó el rodaje en Filipinas.

## Estreno
La película lanzó sus preventas en mayo de 2023 en Marché du Film celebrado conjuntamente con el Festival Internacional de Cine de Cannes de 2023. Se vendió a Estados Unidos, Europa y Asia.
La película fue aceptada en el 74.º Festival Internacional de Cine de Berlín, donde tuvo su estreno mundial el 23 de febrero de 2024.
La película se vendió previamente en 164 países de todo el mundo, para después estrenarse en mayo de 2024 en Australia, Nueva Zelanda, Taiwán, Mongolia, Hong Kong, Singapur, Malasia, Brunei, Norteamérica, Reino Unido, Camboya y Tailandia.
Luego de su estreno mundial, se estrenó en cines en Corea del Sur el 24 de abril de 2024, en formatos IMAX y 4DX.